# Frands Lykke
Frands Lykke til Overgård (omkring 1591 – 1655) var en dansk adelsmand, søn af Henrik Lykke til Overgård. 
Den 5-årige udenlandsrejse (1606-11), der afsluttede hans uddannelse og med længere ophold i Leipzig, Strassbourg og Paris førte ham gennem Tyskland, Schweiz og Frankrig, endte samtidig med, at hans far døde, og i det han således straks kunne tiltræde sin del af den betydelige arv, følte han sig ikke opfordret til at indtræde i hof- eller statstjenesten, ja han vedblev hele sit liv at være privatmand, når undtages, at han i et år (1647-48) sad som lensmand på Dronningborg. Han deltog selvfølgelig i stændermøderne og indtog ved flere lejligheder en ret fremtrædende stilling som en af den jyske adels repræsentanter, men hans betydning ligger i hans rigdom. Til arven efter forældrene kom efterhånden arv efter alle hans søskende, nemlig to brødre, der døde unge, og søsteren Anne Lykke, hvis eneste datter var død før moderen, og hans giftermål (1621) med Lisbet Brock (1603 – 1652), en datter af Eske Brock, forøgede hans rigdom, så at han ved sin død (1655) ejede omkring 8000 tdr. hartkorn. Hans årlige indtægter ansloges mod slutningen af hans liv til 16-20000 daler. Med megen omhu og indsigt skal han have styret sine mange gårde, i Skåne Ellinge og Ørtofte, som han dog begge skilte sig ved, på Sjælland Svanholm, Kindholm og Gisselfeld, på Lolland Kjelstrupgaard, på Fyn Rantzausholm, Brændegård, Flintholm og Rødkilde, i Jylland Kokkedal, som han solgte, Rødslet, som han tilkøbte sig 1649, Ovegaard, Skjern, Overgård, Hevringholm, Nielstrupgaard, Rudgaard (Rygaard) og Estruplund. Det var sikkert med tanken rettet på alle disse herregårde, at Christian 4. på sine sidste dage var så ivrig for at få et parti i stand mellem sin kære søn Ulrik Christian Gyldenløve og Frands Lykkes eneste datter, der da kun var et barn på 11-12 år, en plan, som kongens snart påfølgende død imidlertid kuldkastede. Foruden denne datter, Christence Lykke, som blev gift med Frands Brockenhuus og Frederik von Arenstorff, efterlod Frands Lykke sig en eneste søn, den ulykkelige Cai Lykke.